# Gabara guarda
Gabara guarda là một loài bướm đêm trong họ Erebidae.